# Озоніди
Озоні́ди (англ. ozonides) — 
1. Продукти, що утворюються в реакції озону з ненасиченими сполуками — 1,2,4-триоксолани або аналогічні похідні ацетиленів. Пор. мольозоніди.
2. Сполуки типу MO3, до складу яких входить катіон металу M+ та О3−.